# پیاده‌روهای نیویورک (فیلم ۲۰۰۱)
پیاده‌روهای نیویورک (به انگلیسی: Sidewalks of New York) یک فیلم سینمایی آمریکایی کمدی-درام محصول سال ۲۰۰۱ به نویسندگی و کارگردانی ادوارد برنز که در این فیلم نیز بازی می‌کند. این فیلم هشت دوره از زندگی شش ساکن منهتن را دنبال می‌کند، که ارتباطات متقابل آنها دایره‌ای را تشکیل می‌دهد.

## بازیگران اصلی
- ادوارد برنز در نقش تامی ریلی
- رزاریو داوسون در نقش ماریا تدسکو
- دیوید کرامهولتز در نقش بنیامین بازلر
- بریتانی مورفی در نقش اشلی
- استنلی توچی در نقش گریفین ریتسو
- هدر گراهام در نقش آنی ماتیوز
- دنیس فارینا در نقش کارپو[۳][۴]

## باکس آفیس
این فیلم در ۲۲۴ سالن سینما را داشت و در آمریکا ۴۰۴۰۴۵۹ دلار فروخت. گیشه بین‌المللی ۱٫۱ میلیون دلار دیگر به خود اختصاص داد.